# Етельберт I (король Східної Англії)
Етельберт або Альберт I (*Alberht, Æthelberht I, Etælbert I, д/н —після 749) — король Східної Англії з 749 року.

## Життєпис
Про його походження достеменних відомостей немає. Ймовірно, був елдорменом за часів короля Ельфвальда. Після смерті останнього у 749 році разом з іншими представниками знаті (можливо, елдорменами або дуксами) Хуном і Беорною обрано новим королем Східної Англії.
Основною згадкою про Етельберта I було повідомлення Симеона Даремського про розподіл Східної Англії між ним і Беорною в 749 році. Після виявлення скарбу з великою кількістю монет Беорни в 1980 році історичність Альберта також перестала викликати сумніви. Пізніше була знайдена монета (срібна пенна — скетта), стилістично схожа на монети Беорни, але з ім'ям «Етельберт». Вміст срібла в ній становив 42 %. Монети знайдено у місцині Барроу-Гілл (Саффолк). Тому висувається теорія, що Етельберт I був королем саме в Саффолку.
Політична ситуація в Східній Англії часів Етельберта I є предметом дискусій. Одні дослідники вважають, що королівство було розділене між королями на Норфолк, Саффолк та Елі. Інші вважають, що Етельберт I перебував у підпорядкованому стані у Беорни. Існує гіпотеза, що Етельберта I з невідомих причин було повалено Беоною.
У 758 або 760 році після повалення Беорни королем Мерсії Оффою повернувся на трон, розділивши владу з Етельредом I. За іншою версією Етельберт став елдорменом без Етельреді I. Перебував під зверхністю Оффи. Подальша доля невідома.